# Michaił Sawinow (1903–1978)
Michaił Iwanowicz Sawinow (ros. Михаил Иванович Савинов, ur. 1903 we wsi Jurkino w guberni twerskiej, zm. w marcu 1978 w Doniecku) – radziecki funkcjonariusz organów bezpieczeństwa, generał major.

## Życiorys
Od września 1925 kursant szkoły pułkowej, następnie dowódca oddziału. W 1927 wstąpił do WKP(b), kierownik czytelni, przewodniczący zarządu rolniczego towarzystwa kredytowego, inspektor rejonowego oddziału edukacji narodowej w Rżewie. 1930-1933 studiował w Komunistycznym Uniwersytecie Obwodu Zachodniego, 1933-1937 partyjny organizator KP(b)U w kołchozie, sekretarz komitetu KP(b)U, zastępca dyrektora stanicy ds. politycznych w obwodzie kijowskim, od sierpnia 1937 do stycznia 1939 I sekretarz komitetu rejonowego KP(b)U. Od 1 lutego 1939 do 26 lutego 1941 ludowy komisarz spraw wewnętrznych Mordwińskiej ASRR, od 26 lutego do 31 lipca 1941 ludowy komisarz bezpieczeństwa państwowego tej republiki, od 31 lipca do 5 września 1941 ponownie ludowy komisarz spraw wewnętrznych Mordwińskiej ASRR. 21 lutego 1939 mianowany kapitanem bezpieczeństwa państwowego. Od 5 września 1941 do 9 lipca 1946 ludowy komisarz/minister spraw wewnętrznych Jakuckiej ASRR, 14 lutego 1943 mianowany pułkownikiem, 24 listopada 1944 komisarzem bezpieczeństwa państwowego, a 9 lipca 1945 generałem majorem. Od 21 października 1946 do 11 grudnia 1948 szef Zarządu MGB ZSRR w obwodzie zakarpackim, od 22 marca 1949 do maja 1950 szef Wydziału ds. Walki z Bandytyzmem Zarządu MWD w obwodzie zaporoskim, od maja 1950 do października 1953 szef Wydziału Zarządu NKWD obwodu stalińskiego (obecnie obwód doniecki), następnie w stanie spoczynku. Odznaczony Orderem Czerwonej Gwiazdy (20 września 1943), Orderem „Znak Honoru” (26 kwietnia 1940) i czterema medalami.